# Brusturoasa (Trotuș)
Il fiume Brusturoasa  è un affluente del fiume Trotuș in Romania.